# Zona de lliure comerç d'Arvand

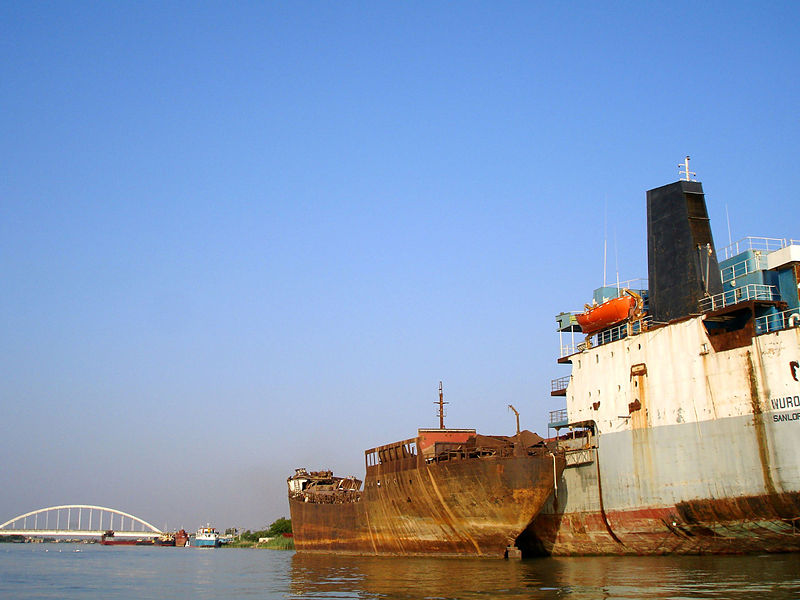
Vista de l'est del riu Karun a Khorramshahr

La Zona de lliure comerç d'Arvand és una de les 6 zones comercials especials de l'Iran. Té una superfície de 37.400 hectàrees i es troba a la confluència dels rius Karun i Arvand (Shatt al-Arab) al nord-oest del golf Pèrsic. La Zona es troba a una alçada de tres metres sobre el nivell del mar a prop de la frontera amb l'Iraq.

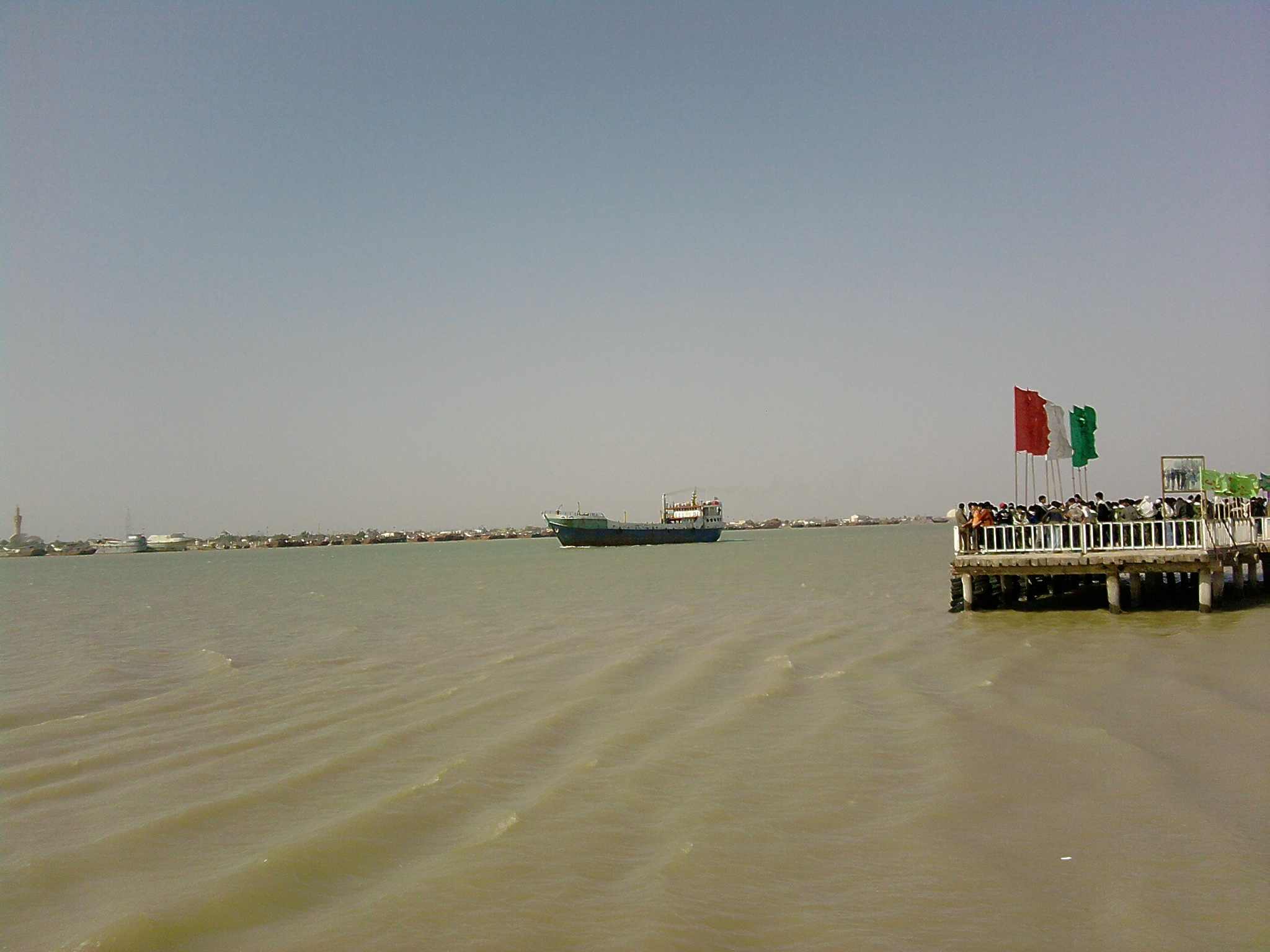
Arvandkenar

Els titulars de passaports normals que viatgen com a turistes poden entrar a la Zona Franca d'Arvand sense visat per a una estada màxima de 2 setmanes (prorrogable), a partir de desembre de 2017. Es denega l'admissió als titulars de passaports o documents de viatge que continguin un visat o segell israelià o qualsevol dada que mostri que el visitant ha estat a Israel o indicació de qualsevol connexió amb l'estat d'Israel durant els darrers 12 mesos.